# فرانسواز كمبس
فرانسواز كمبس (بالفرنسية: Françoise Combes)‏ (و. 1952 – م) هي عالمة فيزياء فلكية، وفيزيائية، وعالمة فلك، وبروفسورة من فرنسا . ولدت في مونبلييه . وهي عضوة في الأكاديمية الفرنسية للعلوم (منذ 2004) .

## التعليم
تعلمت في مدرسة الأساتذة العليا، وجامعة باريس ديديرو

## مناصب وهيئات
أدارت كوليج دو فرانس، والمركز الوطني للبحث العلمي.

## جوائز
حصلت على جوائز منها:
- Petrie Prize Lecture [الإنجليزية]‏ (2013)
- Tycho Brahe Medal [الإنجليزية]‏ (2009)
- نيشان الاستحقاق الوطني من رتبة ضابط (2009)
- وسام جوقة الشرف من رتبة فارس (2006)
- الميدالية الفضية للمركز الوطني الفرنسي للبحث العلمي [الإنجليزية]‏ (2001).